# Agata Ozdoba-Błach
Agata Ozdoba-Błach (25 febbraio 1988) è una judoka polacca.
Ha partecipato ai Giochi di Tokyo 2020, raggiungendo il 7º posto.